# Маджар, Владимир Романович
Владимир Романович Маджар (26.08.1921, Гомельская область — 03.07.1985) — командир расчёта 45-миллиметрового орудия 115-го отдельного истребительно-противотанкового дивизиона 13-й стрелковой дивизии 59-й армии 1-го Украинского фронта, старший сержант.

## Биография
Родился 26 августа 1921 года в деревне Крюковичи Калинковичского района Гомельской области Белоруссии в крестьянской семье. Белорус. В 1937 году окончил 7 классов. До 1938 года работал в колхозе на родине, затем счетоводом в Домановичах Гомельской области Белоруссии.
В Красной Армии с 6 октября 1940 года. С 1941 года служил на Краснознамённом Балтийском флоте. В боях Великой Отечественной войны с июня 1941, сражался в сухопутных войсках на Ленинградском и 1-м Украинском фронтах. Член ВКП/КПСС с 1943 года.
Командир расчета 45-миллиметрового орудия 115-го отдельного истребительно-противотанкового дивизиона старший сержант Владимир Маджар 20 января 1945 года особо отличился в боях в районе польского населённого пункта Михалувка. Поддерживая действия стрелкового батальона, орудийный расчёт Маджара меткой артиллерийской стрельбой уничтожил два пулемёта с расчётами и подавил огонь вражеского орудия.
Приказом по 13-й стрелковой дивизии от 27 января 1945 года № 07 за мужество и отвагу проявленные в боях старший сержант Маджар Владимир Романович награждён орденом Славы 3-й степени.
31 января 1945 года северо-западнее германского города Козель, польский город Кендзежин-Козле, расчёт 45-миллиметрового орудия под командованием старшего сержанта Владимира Маджара огнём прямой наводкой уничтожил до двух десятков противников.
Приказом по 59-й армии от 18 февраля 1945 года № 20 за мужество и отвагу проявленные в боях старший сержант Маджар Владимир Романович награждён орденом Славы 2-й степени.
21 марта 1945 года в бою юго-восточнее польского города Прудник, двигаясь в боевых порядках пехоты, орудийный расчёт старшего сержанта Владимира Маджара подавил артиллерийским огнём два пулемёта, отбил атаку неприятеля, уничтожил свыше десяти вражеских солдат и взял в плен одного офицера.
Указом Президиума Верховного Совета СССР от 27 июня 1945 года за образцовое выполнение заданий командования в боях с немецко-вражескими захватчиками старший сержант Маджар Владимир Романович награждён орденом Славы 1-й степени, став полным кавалером ордена Славы.
В 1946 году старшина Маджар В. Р демобилизован. Работал счетоводом, бригадиром, затем техником-лесоводом в Домановическом и Озаричском лесхозах. Жил в деревне Крюковичи Калинковичского района Белоруссии. Скончался 3 июля 1985 года.
Награждён орденами Отечественной войны 1-й степени, Красной Звезды, Славы 1-й, 2-й и 3-й степени, медалями.